# 차명환
차명환(1989년 11월 27일 ~ )은 대한민국의 전직 스타크래프트, 스타크래프트 II 프로게이머이다.

## 생애
대한민국 공군 사병으로 복무한 그는 KT.MGW)Great라는 아이디를 사용하며, 공군 ACE 소속이었다. 브루드워 종족은 저그이며, 스타크래프트 2 종족은 테란이다.
2007년 상반기 드래프트에서 삼성전자 칸의 1차 지명으로 입단하였다. 2011년 7월 28일 공군 ACE 입대 지원을 신청하여 9월에 공군 입대가 확정되면서 SK플래닛 스타크래프트 프로리그 시즌 1과 SK플래닛 스타크래프트 II 프로리그 시즌 2에는 두 시즌 내내 공군 ACE의 유니폼을 입게 되었다.
그러나 공군에서는 두 시즌 내내 상당히 부진한 모습을 보였고, 특히 2012년 초부터 그해 여름까지는 공식전 12연패를 하기도 했다.
그 뒤 SK플래닛 프로리그 시즌 2를 끝으로 공군은 해체되었고, 공군 해체 이후로 잔여 기간은 일반병으로 지내다가 2013년 9월 25일 제대했는데, 제대 이후 원소속팀에 복귀하지 않고 은퇴하였다.

## 차명환과 하이브
차명환과 하이브는 상당히 밀접한 관련을 가지고 있다. 대개 저그vs저그 동족전의 경우에는 다른 종족전들에 비해 최소의 적은 유닛(드론,저글링,뮤탈리스크,스커지), 최소의 시간, 최저의 자원채취로 매우 빨리 게임이 끝나는 경기가 많은데 차명환의 경우 이런 평소의 저저전보다는 하이브 저그전에 관해 상당히 밀접한 관련이 있다. 특히 빅파일 MSL 2010 32강에서 김명운을 상대로 하이브 저그전을 상대로 승리함으로써 하이브 경기의 가능성을 보였다. 김명운은 웅진 스타즈 저그의 특징이라 할 수 있던 하이브 운영에 일가견이 있었던 선수였고 하이브 운영 또한 많이 안나오는 경기였기 때문에 그 해 MBC Game AWARD에서 명경기들 중 하나로 뽑히기도 한다. 또, 2010년 6월 12일 프로리그 경기에서 웅진 스타즈의 김명운의 후배 김민철을 만나 또다시 하이브 운영을 선보여 승리하고 승자 인터뷰에서 '앞으로 저그전에서 다양한 운영을 시도하고 싶고 그 트렌드를 이끌고 싶다.'라고 포부를 밝힌다. 이후 피디팝 MSL 2010 32강에서 며칠 전까지 10연승을 달리던 신상문을 꺾고 김민철을 다시 만나 초반의 유리함을 이용해 하이브 운영까지 끌고가 상대의 본진에 나이더스 커널을 뚫거나 러커로 저글링을 방어, 울트라로 러커밭을 뚫고 가디언으로 상대방의 드론을 견제하는 기막힌 하이브 운영으로 해설자들에게 감탄을 쏟게 만드는 경기를 만들었다. 이후 차명환에게는 '하이브저그, 몽환저그, 차이브' 등의 별명이 붙여지면서 모두가 차명환에게 앞으로의 저저전 하이브 운영을 기대했다. 결국 차명환은 16강에서는 김성대를 2:0으로 완파, 8강에서는 우승 후보였던 김구현도 3:2로 꺾고 4강에 진출했다. 4강 상대는 빅파일 MSL 2010에서 인연을 맺었던 김명운이었다. 차명환은 1세트에서 본진 트윈 해처리이후 앞마당에 해처리를 한번 더 펼친 3해처리상태에서 쏟아지는 올저글링으로 상대를 저글링 숫자로 압도하여 경기를 승리한다. (이 빌드가 결승전 1세트의 복선이 된다.) 2세트에서는 모두가 고대하던 하이브 운영을 선보였지만 멀티 차이를 극복하지 못해 패한다. 하지만 이후 내리 두 세트를 따내 3:1로 피디팝 MSL 2010 결승전에 진출한다. 결승에서는 CJ 엔투스의 신동원을 만나 1:3으로 패배하였으나, 1세트에서 선보인 뮤탈리스크와 퀸, 러커를 적절히 활용한 하이브 운영은 어느 정도 관심을 끌었다.

## 주요 기록

### 전적
통산전적 (12.07.16 기준, 스타2 전적포함)
|             | 경기 | 승-패   | 승률  |
| ----------- | ---- | ------- | ----- |
| 대 테란     | 53   | 23–30   | 43.4% |
| 대 저그     | 92   | 48–44   | 52.2% |
| 대 프로토스 | 69   | 30–39   | 43.5% |
| 총합        | 214  | 101–113 | 47.2% |

### 개인리그
개인리그 준우승 1회
- 2006년 4월 엘리트 학생복 캠퍼스 챔피언십 광주지역 고등부 준우승
- 2007년 1월 제28회 커리지매치 입상
- 2008년 5월 곰TV TG삼보-인텔 클래식 2008 시즌1 32강
- 2010년 4월 하나대투증권 MSL 2010 8강
- 2010년 7월 대한항공 스타리그 2010 Season 2 36강
- 2010년 7월 빅파일 MSL 2010 32강
- 2010년 10월 박카스 스타리그 2010 36강
- 2011년 2월 피디팝 MSL 2011 준우승 (1:3 신동원)
- 2011년 4월 ABC마트 MSL 2011 32강

### 별명
- 몽환이,몽환저그 : 이름인 명환과 몽환이 발음과 글자가 거의 비슷해서 붙여진 별명.
- 명환의숲 : 키네틱플로우의 히트곡인 몽환의 숲과 몽환과 비슷한 이름인 명환을 합성.
- 하이브 저그 :하이브 운영을 잘해 붙여졌다.
- 준우스운자 : 신동원과 같이 ABC마트 MSL 2011 조지명식에서 우승자,준우승자 의권리를 행사해 D조에 이제동,이영호,김택용,염보성을 몰아 넣어 사상 최고의 죽음의 조를 만든 데서 비롯.
- 차이코패스 : 2011년에 자신의 미니홈피에 오해의 소지가 있는 글을 올려 빈축을 샀고, 앞선 '준우스운자'란 별명이 붙은 죽음의 조 사건을 비아냥하는 인터넷 카툰 제목과, 죽음의 조 사건에 분노한 일부 팬들에게서 붙은 별명.